# Arazi (häst)
Arazi, född 4 mars 1989, död 1 juli 2021, var ett fransktränat engelskt fullblod, mest känd för att ha segrat i Breeders' Cup Juvenile (1991), och utsetts till European Horse of the Year (1991).

## Karriär
Arazi var en fuxhingst efter Blushing Groom och under Danseur Fabuleux (efter Northern Dancer). Han föddes upp av Ralph C. Wilson Jr. och ägdes av Allen Paulson och Sheikh Mohammed. Paulson ägde galoppstall både i USA och Europa, och satte Arazi i träning hos François Boutin i Frankrike.
Arazi tävlade mellan 1991 och 1992 och sprang under sin tävlingskarriär in 1 213 307 dollar på 14 starter, varav 9 segrar, 1 andraplats och 1 tredjeplats. Han tog karriärens största seger i Breeders' Cup Juvenile (1991). Han segrade även i Prix La Flèche (1991), Prix du Bois (1991), Prix Robert Papin (1991), Prix Morny (1991), Prix de la Salamandre (1991), Grand Critérium (1991), Prix Omnium II (1992) och Prix du Rond Point (1992).

### Tävlingskarriär
Arazi reds av jockeyn Gérald Mossé, och vann som tvåårig sex av sina sju första löp. Han blev känd för sina svepningar av fältet, då han kunde ligga bland de sista hästarna, men sedan avancera fort över upploppet. I oktober 1991 förberedde sig Paulson för att ta honom till USA för årets upplaga av Breeders' Cup. Innan löpet lämnade Shiekh Mohammed Bin Rashid Al Maktoum ett bud på 9 miljoner dollar för hälften av äganderätterna i Arazi.
Arazi startade i Breeders' Cup Juvenile den 2 november 1991 på Churchill Downs i Louisville, Kentucky, där han reds av den amerikanske jockeyn Pat Valenzuela. Tidigare hade sju europeisktränade hästar vunnit Breeders' Cup-löp, men alla segrar hade tagits på gräs. Ett flertal europeiska hästar hade misslyckats med att vinna ett Breeders' Cup-löp på dirttrack. För Arazi var det hans första löp någonsin på dirttrack.
I löpet tog Bertrando ledningen, och satte samtidigt upp ett högt tempo. När hästarna nådde bortre svängen var Arazi långt bak, mer än ett dussin längder bakom ledande Bertrando. Arazi började då avancera genom fältet, och svepte alla hästarna under upploppet, och segrade med den största segermarginalen i löpets historia. 2006 beskrevs segern som en av de mest spektakulära prestationerna i Breeders' Cups historia. För sina prestationer under säsongen 1991 fick Arazi utmärkelsen American Champion Two-Year-Old Colt.
Arazis seger i Breeders' Cup Juvenile gjorde honom till förhandsfavorit för 1992 års Kentucky Derby. Kort efter Breeders' Cup pausades hans tävlingskarriär på obestämd framtid, då han opererade bort lösa benbitar från den övre leden på båda knäna. Operationen gick bra och Arazi skickades till Lamorlaye, omkring 35 km norr om Paris, för att återhämta sig.

#### Kentucky Derby
I Kentucky Derby startade Arazi, som även utsetts till European Horse of the Year, som spelfavorit. Pressen hade nästan uteslutet pratat om Arazi sedan hans dominerande seger i Breeders' Cup Juvenile året innan, och en seger sågs nästan vara garanterad.
Arazi startade från spår 17 i Kentucky Derby tillsammans med Pat Valenzuela, och gjorde tidigt ett drag och avancerade till en tredjeplats, med Lil E. Tee tätt efter på femteplats. Då de närmade sig upploppet tröttnade Arazi, och Lil E. Tee avancerade till seger. Arazi slutade på åttonde plats.

#### Resterande tävlingskarriär
Arazi återvände till Frankrike och gjorde fyra ytterligare starter. Han segrade bland annat i Prix Omnium II (1992) och Prix du Rond Point (1992). Inför sitt sista löp återvände han till USA, där han startade som spelfavorit i Breeders' Cup Mile på Gulfstream Park. Han slutade på elfte plats i löpet.

### Som avelshingst
Arazi avslutade sin tävlingskarriär för att istället stå uppstallad som avelshingst på Sheikh Mohammeds stuteri Dalham Hall Stud i Newmarket, England. Senare köpte Sheik Mohammed Allen Paulsons hälft i Arazi, och flyttade honom till Three Chimneys Farm i Kentucky, innan han skickades till ett stuteri i Japan 1997. Han stod sedan uppstallad på Independent Stallion Station i Victoria, Australien, 2003. Arazi tillbringade även en säsong på det schweiziska stuteriet Gestut Sohrenhof, och återvände sedan till Independent Stallion Station 2006.
Den 1 juli 2021 avled Arazi, 32 år gammal, på grund av åldersrelaterade komplikationer.